# 杨东 (1965年)
杨东（1965年5月—），男，汉族，甘肃武威人，中华人民共和国政治人物，甘肃省水利厅石羊河流域管理局局长，中国共产党党员，第十二届全国人民代表大会甘肃地区代表。

## 生平
毕业于甘肃农业大学水利水电建筑工程专业。2013年，担任全国人大代表。